# 栄実
栄実（えいじつ、建仁元年（1201年） - 建保2年11月13日（1215年1月14日））は、鎌倉幕府第2代将軍源頼家の三男または次男。清和源氏。母は法橋・一品房昌寛の娘。一幡は異母兄、公暁は異母兄または異母弟、禅暁は同母弟または異母弟、竹御所は異母妹。幼名を千寿丸または千手丸といった。

## 生涯
父頼家が没したときは僅か4歳だった。父の死後、尾張中務丞によって養育されていたところ、北条氏に反感を持つ信濃国（現在の長野県）の御家人泉親衡に大将軍として擁立されて北条義時誅殺の陰謀に加担させられるが、建保元年（1213年）2月にこれが露見した（泉親衡の乱）。同年11月、祖母北条政子の命によって御所で出家し、栄西の弟子になって法名を栄実とした。建保2年（1214年）11月13日、和田義盛・土屋義清らの残党が京で謀反を企み栄実を擁立したことが露見し、一条北辺の旅亭で大江広元の在京する家人の襲撃を受けて栄実は自害した。享年14歳だったという。
ただし、『吾妻鏡』には、「栄実」「千寿丸」「千手丸」といった名前は登場せず、泉親衡に頼家の「若君」が擁立され、政子の計らいによって頼家の「若公」が出家させられ、義盛・義清らの残党に頼家の「御息」が大将軍として擁立されたことが記載されているだけである。『愚管抄』にも、頼家の子で栄西に従って法師になった「禅師」が義盛方の残党に擁立され、討たれて自害したと記されているのみで、名前は出てこない。また、『尊卑分脈』等の多くの史料では、栄実は承久元年（1219年）10月6日に自害したことになっている。このため、従来の通説で栄実の事績とされてきたことには疑義が呈されている。

## その他の伝承
埼玉県川越市小ヶ谷にある瑶光山最明寺縁起の伝承では、千寿丸は泉親衡とともに当地に落ち延びて出家し「瑶光房道円」を名乗ったという。
また『和泉往来』という文献では、鎌倉郡野庭村（横浜市港南区野庭町）の野庭関城に隠遁し、百姓に養育されたと伝わる。